# Стравчин (гмина)
Стравчин (пол. Strawczyn) — сельская гмина (волость) в Польше, входит как административная единица в Келецкий повет, Свентокшиское воеводство. Население — 9789 человек (на 2006 год).

## Демография
| Перепись                       | Всего   | Всего | Женщины | Женщины | Мужчины | Мужчины |
| ------------------------------ | ------- | ----- | ------- | ------- | ------- | ------- |
| Единицы                        | человек | %     | человек | %       | человек | %       |
| Население                      | 9732    | 100   | 4806    | 49,4    | 4926    | 50,6    |
| Плотность населения (чел./км²) | 112,8   | 112,8 | 55,7    | 55,7    | 57,1    | 57,1    |

## Соседние гмины
1. Гмина Лопушно
2. Гмина Медзяна-Гура
3. Гмина Мнюв
4. Гмина Пекошув